# Tom Clancy's Ghost Recon (jogo eletrônico de 2001)
Tom Clancy's Ghost Recon foi lançado pela Ubisoft em 13 de novembro de 2001, um jogo de tiro tático utilizando-se da mesma engine do jogo Tom Clancy's Rainbow Six: Rogue Spear.
Foi lançado em 2001 nas Américas e na Europa e em 2002 no Japão para Microsoft Windows, MacOS, Microsoft Xbox e PlayStation 2

## Enredo
Em Ghost Recon, o jogador comanda um grupo de ações táticas e guerrilha. Em 2008, um grupo de rebeldes no extremo oeste da Rússia conseguiu dinheiro suficiente para comprar muitas armas, e também arrebanhou muitos soldados. Como estes estavam conquistando terrenos em Lituânia, Estônia, Rússia, Geórgia e Bielorrússia, a ONU criou uma aliança entre EUA, Rússia e Alemanha para conter esta ameaça. E o jogador ficou encarregado de cuidar da parte tática e prática deste grupo, que pela sua finalidade de infiltragem foi apelidado de "Unidade Fantasma" (Ghost Recon). O jogador deverá então cumprir 15 missões contra esses terroristas, em locações diversas, como a capital da Geórgia, Tbilisi, e a baía secreta de Murmansk.

## Design
Ghost Recon é um jogo que utiliza vários recursos revolucionários para a época em que foi lançado, como cenários de até 160 km² e uma autenticidade de mapas muito bem cuidados. O jogo, entretanto, esbarra nas limitações da engine de Rainbow Six. Apesar de ser muito flexível e leve para a maioria dos computadores, as texturas sofrem com a incompatibilidade do jogo para com os circuitos gráficos VooDoo, Nvidia, ATI Radeon e as placas VGA. Os efeitos são fracos, e certos detalhes como fogo e fumaça poderiam ter sido mais bem aplicados. Mas o realismo nos personagens e veículos interagíveis é bem aplicado, e o realismo na movimentação de pessoas pelo cenário é muito bem programado.

## Tática
O jogo foca mais na tática do que no visual. Antes de cada missão o jogador é apresentado a um pequeno introdutório, onde é mostrada a atual situação, o mapa e os objetivos. Então, o jogador deve escolher seis soldados dentre quatro especialidades. Elas são:
- Rifleman: o fuzileiro; usado para combate direto, utiliza fuzis semi-automáticos e submetralhadoras, pode ser usado em quase todas as situações.

- Support: o artilheiro; usado para dar cobertura ao grupo enquanto este avança, utiliza metralhadoras pesadas. Ideal para manter o inimigo sobre fogo, enquanto a equipe se desdobra no terreno buscando o melhor posicionamento para a ação, e até cobertura para uma retirada.

- Demolitions: o demolidor; utiliza submetralhadoras e rifles automáticos, pode levar um lança-rojão ou uma carga de demolição. Como o nome já indica, esta classe de soldado é utilizada apenas em missões onde é necessário demolir, ou abater tanques inimigos.

- Sniper: o atirador de elite, deve ser posicionado à distância para cobrir inimigos ocultos aos demais soldados, como também para fazer um reconhecimento antes do avanço das tropas. Utiliza rifles de precisão.

Cada fase pede uma configuração diferente na equipe, sendo que cada soldado possui pontos de experiência que vão aumentando após cada fase jogada. O jogador pode comandar qualquer soldado no campo de batalha, e que podem receber vários tipos de comandos. Uma das melhores características do jogo é que, como na vida real, basta um tiro preciso para se matar um personagem.
Possui duas expansões: Tom Clancy's Ghost Recon: Desert Siege e Tom Clancy's Ghost Recon: Island Thunder.

## Requisitos Mínimos

### PC[1]
- Sistema Operacional Windows (Windows 2000/Windows XP);
- Processador Pentium II 450 MHz;
- 128 MB de RAM;
- DirectX 8.0 ou superior;
- Placa de som compatível com DirectX 8.0;
- Placa de vídeo com 16MB VRAM 3D, compatível com DirectX8.0;
- 2GB livres no HD;
- CD-ROM de 4 velocidades;
- Internet (para jogar em modo multiplayer).

### Mac
- Mac OS X ou Mac OS 9, ou superior;
- Processador PowerPC G3, ou superior;
- 256MB de RAM (128MB no caso do Mac OS 9);
- Placa de vídeo ATI com 16MB VRAM, ou superior;
- 1GB livre no HD.